# Полифа
Полифа (грч. Πολυφη) је у грчкој митологији била нимфа.

## Етимологија
Ово име је изведено од грчке речи poluphrôn и означава интелигенту, мисаону особу.

## Митологија
Према одредници из Суиде, Полифа је била Океанида, која је са Посејдоном имала кћерку Атену. Атенин надимак у овом случају је био Хипија и она је највероватније била нимфа, односно богиња Рода. Ова нимфа је изгледа повезана са неколико других нимфи, а које су такође у различитим изворима биле мајке богиње Атене. То су биле Метида, Халија и Тритонида. Сличност са Метидом се огледа и у значењима њихових имена.